# Studio Ghibli
K.K. Studio Ghibli (jap. 株式会社スタジオジブリ, Kabushiki-gaisha Sutajio Jiburi) ist ein japanisches Zeichentrickfilmstudio. Bekannte Anime-Produktionen des Studios sind zum Beispiel Das Schloss im Himmel, Mein Nachbar Totoro, Die letzten Glühwürmchen, Prinzessin Mononoke, Chihiros Reise ins Zauberland und Das wandelnde Schloss.

## Geschichte

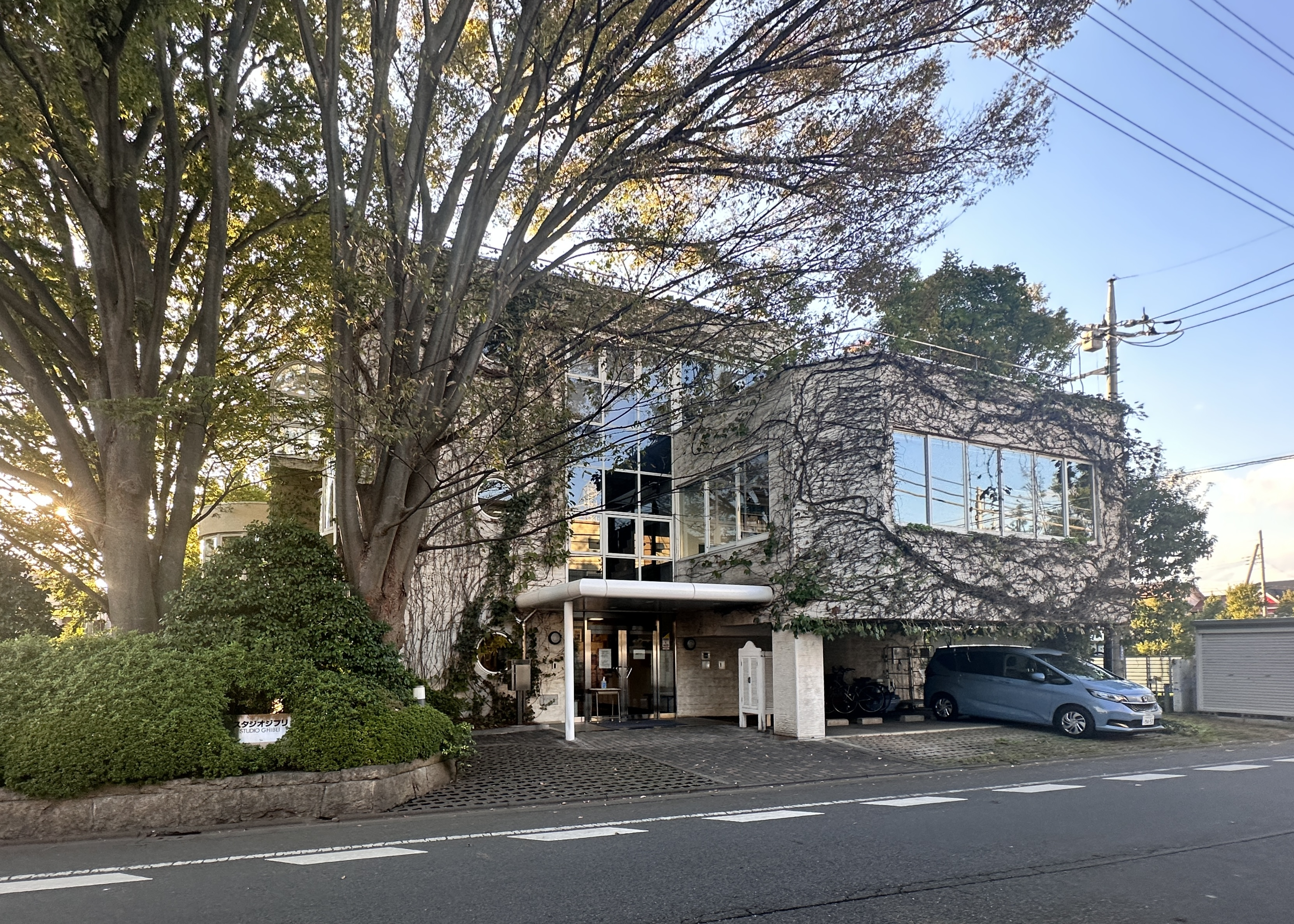
Hauptsitz in Koganei, Tokyo

Der Film Nausicaä aus dem Tal der Winde von Hayao Miyazaki war 1984 an den japanischen Kinokassen sehr erfolgreich und führte dazu, dass die Produktionsfirma Tokuma Shoten 1985 das Studio Ghibli gründete. Die Beschäftigten stammten zum Teil aus dem Studio Top Craft, das Nausicaä produziert hatte und zuvor vor allem mit Auftragsproduktionen aus dem Ausland beschäftigt war. So entstand Das letzte Einhorn bei Top Craft, direkt vor Nausicaä. Seit der Gründung waren Miyazaki und Isao Takahata zusammen mit dem Produzenten Toshio Suzuki die leitenden Akteure des Studios, das sich von 1985 bis 1992 in Kichijōji befand und seitdem in Koganei seinen Sitz hat.
Der Name Ghibli geht auf eine italienische Bezeichnung zurück, die wiederum arabischen Ursprungs ist, jedoch wird er im Japanischen statt mit einem italienischen harten „g“ mit einem stimmhaften „dsch“-Laut ([dʑíbɯɺi]) ausgesprochen. Ghibli steht für einen heißen Sahara-Wüstenwind (Gibli, قبلی) und wurde ab dem Zweiten Weltkrieg auch für das italienische Flugzeug Caproni Ca.309 Ghibli verwendet. Als Luftfahrt-Interessierter wählte Miyazaki diesen Namen, um deutlich zu machen, dass er „frischen Wind“ in die japanische Anime-Industrie bringen wollte.
Der erste Zeichentrickfilm in Spielfilmlänge aus dem Hause Ghibli entstand 1986 mit Das Schloss im Himmel. Er handelt von der Abenteuergeschichte zweier Kinder, die sich auf die Suche nach einem legendären, fliegenden Schloss machen. Der Film konnte zwar Nausicaäs Popularität nicht übertreffen, war für einen Anime-Film aber ebenfalls außergewöhnlich erfolgreich und ermöglichte dem Studio weitere Produktionen. So setzten Miyazaki und Takahata 1988 gleich zwei Filme um: Mein Nachbar Totoro und Die letzten Glühwürmchen konnten zwar die hohen Einspielerwartungen nicht erfüllen, wurden jedoch mehrfach ausgezeichnet, von Kritikern gelobt und machten das Studio bekannt. Während Die letzten Glühwürmchen ein trauriges Antikriegsdrama um zwei Geschwister ist, zeichnen den Kinderfilm Mein Nachbar Totoro vor allem die darin vorkommenden Fantasiewesen aus. Merchandise-Artikel zu Totoro verkaufen sich nach wie vor gut, und das Totoro-Titellied ist eines der bekanntesten Lieder in Japan.
Während der 1980er Jahre hatten die Filme des Studios noch wenig Publikumserfolg und konnten ihre Kosten gerade so einspielen. Der erste große finanzielle Erfolg kam 1989 mit Kikis kleiner Lieferservice. Der auf einem Kinderbuch von Eiko Kadono basierende Film über eine junge Hexe wurde zum erfolgreichsten japanischen Film aus dem Jahr 1989. Isao Takahatas Tränen der Erinnerung – Only Yesterday konnte 1990 einen ähnlichen Erfolg aufweisen.
Weil für die rund 90 Mitarbeiter nun nicht mehr ausreichend Platz im Studio war, baute man 1992 in Koganei ein neues Gebäude. Fast zur selben Zeit erschien Miyazakis melancholische Liebesgeschichte Porco Rosso, die abermals zum erfolgreichsten japanischen Film des Jahres wurde. Während Pom Poko 1994 erneut ein Erfolg im Kino war, wurde 1993 mit Flüstern des Meeres – Ocean Waves ein Fernsehfilm aus dem Studio Ghibli veröffentlicht, der erstmals ohne Beteiligung von Isao Takahata und Hayao Miyazaki entstand.
Nach Stimme des Herzens – Whisper of the Heart begann das Studio Ghibli 1995 mit der Arbeit an Prinzessin Mononoke. Dieses dramatische Märchen erschien 1997 und war der zu diesem Zeitpunkt erfolgreichste Film in Japan. Der Film erregte auch außerhalb Japans erstmals Aufmerksamkeit. Der wirkliche internationale Durchbruch für Ghibli kam jedoch erst 2001 mit Chihiros Reise ins Zauberland, einem komplexen Märchen um ein zehnjähriges Mädchen, das in eine Fantasiewelt gelangt. Chihiro war in Japan sogar noch erfolgreicher als Prinzessin Mononoke, erhielt 2003 den Oscar in der Kategorie „Bester Animationsfilm“ und den Goldenen Bären auf der Berlinale 2002 und ist der bislang am meisten ausgezeichnete Zeichentrickfilm aller Zeiten. Beide Filme und auch Studio Ghibli selbst wurden Ende der 1990er und in den 2000er Jahren zum Aushängeschild der japanischen Animationsbranche und lockten viele Nachahmer an. Diese konnten den Erfolg nicht wiederholen, da sie nicht über die gleiche Erfahrung, das über lange Zeit aufgebaute Publikum und den damit verbundenen Ruf verfügten. Wobei auch nicht alle Filme Ghiblis große Erfolge wurden: Die 1999 in die Kinos gekommene Familienkomödie Meine Nachbarn die Yamadas spielte zwar seine Kosten ein, enttäuschte aber die nach Prinzessin Mononoke hohen Erwartungen.
Nach Das Königreich der Katzen folgte mit Das wandelnde Schloss der nächste Erfolg. Die Fantasy-Geschichte nach einem Roman der englischen Schriftstellerin Diana Wynne Jones hatte in Japan den erfolgreichsten Filmstart aller Zeiten und wurde 2006 für einen Oscar nominiert. Die Chroniken von Erdsee, eine Fantasy-Geschichte nach dem Buch Das fernste Ufer der US-amerikanischen Schriftstellerin Ursula K. Le Guin, ist das Regiedebüt von Hayao Miyazakis Sohn Gorō Miyazaki. Der Film kam im Juli 2006 in die japanischen Kinos und am 8. November 2007 in die deutschen Kinos.
Am 1. Februar 2008 löste Kōji Hoshino, früherer Präsident der Walt Disney Japan, Toshio Suzuki als Präsident von Studio Ghibli ab.
Am 19. Juli 2008 kam unter der Regie von Hayao Miyazaki Ponyo – Das große Abenteuer am Meer in die japanischen Kinos und erschien am 16. September 2010 in Deutschland.
Der nächste Ghibli-Film, Arrietty – Die wundersame Welt der Borger unter Regie von Hiromasa Yonebayashi, kam am 17. Juli 2010 in die japanischen und am 2. Juni 2011 auch in die deutschen Kinos. Er basiert auf der 1952 erschienenen Kinderbuchreihe Die Borger (The Borrowers) von Mary Norton.
Der Film Der Mohnblumenberg unter der Regie von Gorō Miyazaki wurde am 16. Juli 2011 in Japan veröffentlicht. Er ist eine Anime-Adaption des gleichnamigen Mangas aus dem Jahr 1980. Der Kinostart in Deutschland war im November 2013.
Der Film Wie der Wind sich hebt kam am 20. Juli 2013 in die japanischen Kinos. Regie führte Hayao Miyazaki, der auch die Mangavorlage schrieb, die wiederum auf einer Kurzgeschichte von Tatsuo Hori über den Luftfahrtingenieur Jirō Horikoshi beruht. Der gleichzeitig produzierte Film Die Legende der Prinzessin Kaguya (orig.: Kaguya-hime no Monogatari) unter der Regie von Isao Takahata erschien im November 2013, wenngleich zunächst eine gleichzeitige Veröffentlichung im Rahmen von Doppelvorstellungen geplant war (wie es bereits bei Mein Nachbar Totoro und Die letzten Glühwürmchen der Fall gewesen war).
Im Dezember 2013 wurde die Verfilmung von Joan G. Robinsons Kinderbuch When Marnie Was There unter der Regie von Hiromasa Yonebayashi bekanntgegeben, welche am 19. Juli 2014 unter dem Titel Omoide no Marnie (思い出のマーニー) in die japanischen Kinos kam. Der deutsche Kinostart war am 12. November 2015 unter dem Namen Erinnerungen an Marnie. Daneben assistierte Ghibli unter der Regie von Gorō Miyazaki bei Polygon Pictures Sanzoku no Musume Rōnya, einer Adaption von Astrid Lindgrens Ronja Räubertochter, als erste Fernsehserie und erstes computeranimiertes Werk des Studios. Diese Serie lief von Oktober 2014 bis März 2015 im japanischen Fernsehen; die deutsche Fassung lief erstmals am 27. Januar 2017 bei Amazon Video.
Im August 2014 verkündete Produzent Toshio Suzuki, dass man das Unternehmen neu strukturieren und in diesem Zeitraum keine weiteren Filme produzieren wolle. Unklar war zunächst auch, ob sich das Unternehmen sogar ganz aus dem Filmgeschehen zurückzieht. Im Oktober 2016 wurde jedoch bekannt, dass Hayao Miyazaki an einem 14-minütigen Kurzfilm namens Kemushi no Boro (dt. etwa „Die Raupe Boro“) arbeitet, der im März 2018 im Ghibli-Museum erscheinen soll. Darüber hinaus vermehrten sich zeitgleich Gerüchte über einen neuen Animationsfilm in Spielfilmlänge unter der Regie Miyazakis, die im Oktober 2017 offiziell bestätigt wurden. Miyazaki verkündete, dass dieser Spielfilm anlehnend an das Kinderbuch Kimitachi Wa Dō Ikiru ka (君たちはどう生きるか; dt. etwa „Wie lebt ihr?“) von Genzaburō Yoshino den gleichen Titel tragen wird und die Produktionszeit auf 3 bis 4 Jahre angesetzt sei. Im Dezember des Jahres erklärte Suzuki zusätzlich, dass die Handlung des Films erheblich von der des Romans abweichen und es sich um einen Fantasy- und Actionfilm handeln werde. Am 14. Juli 2023 kam der Film in die japanischen Kinos. Als Der Junge und der Reiher wurde er in Deutschland und Österreich am 4. Januar 2024 veröffentlicht.

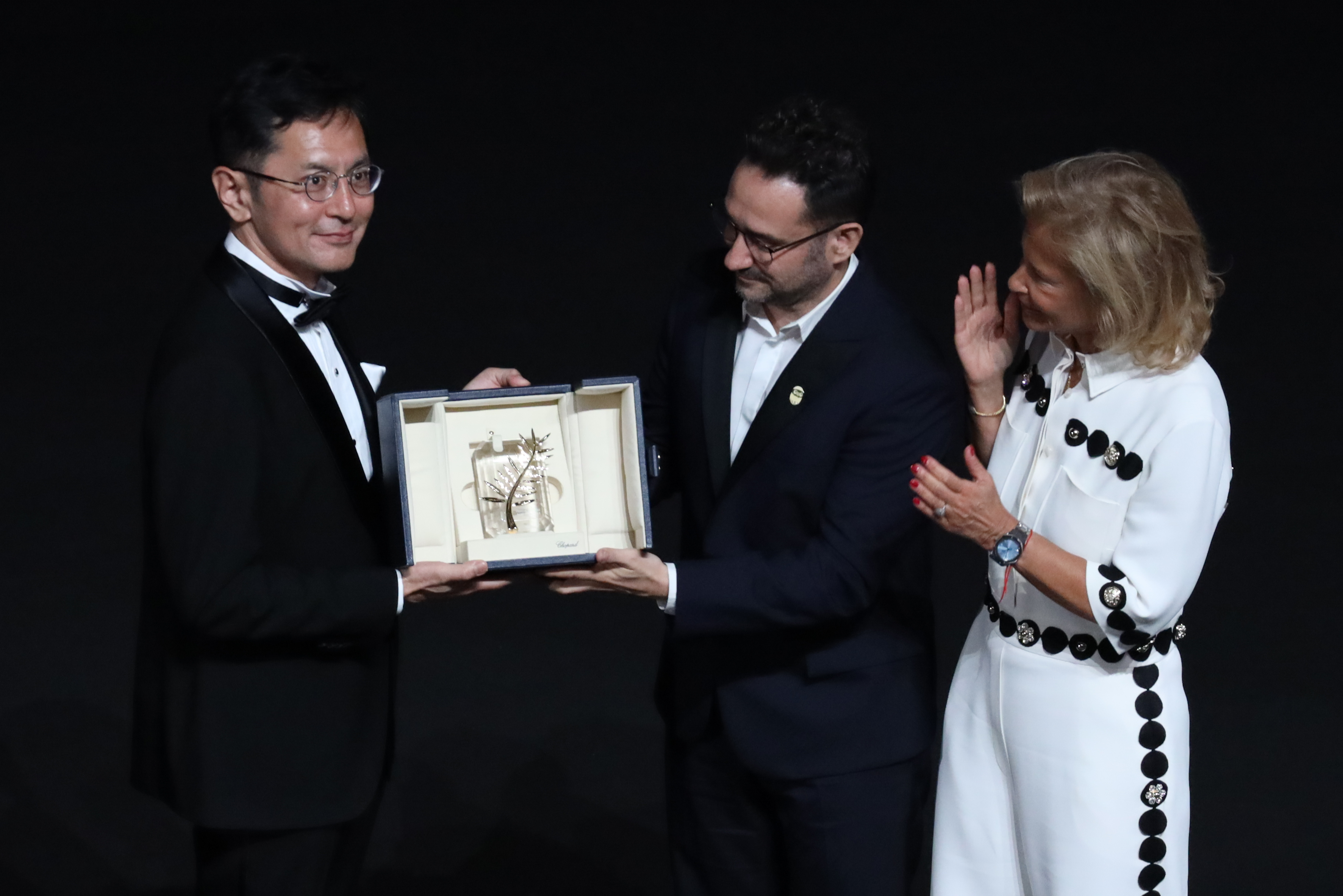
Gorō Miyazaki im Mai 2024 bei den Filmfestspielen in Cannes

Am 21. September 2023 gaben Studio Ghibli und Nippon Television Holdings gemeinsam bekannt, dass Nippon Television Network Corp, Tochter der Nippon Television Holdings, im Oktober 42,3 % der Anteile des Studios übernehme. Die Leitung geht an Hiroyuki Fukuda, während Toshio Suzuki als Vorsitzender und Hayao Miyazaki als Ehrenvorsitzender fungieren sollen.
Im Jahr 2024 wurde dem Studio der Ehrenpreis des 77. Filmfestivals von Cannes zuerkannt. Es war das erste Mal, dass ein Künstlerkollektiv mit der Auszeichnung bedacht wurde.

## Merkmale des Studios
Sowohl Miyazaki als auch Takahata engagierten sich vor Gründung des Studios in der Kommunistischen Partei Japans, und so habe sich insbesondere im Frühwerk des Studios „nie Propaganda, aber [...] eine bestimmte Vorstellung von Ökosozialismus“ ausgedrückt. Studio Ghibli ist zusammen mit Hayao Miyazaki als Regisseur international sehr bekannt und konzentriert sich fast ausschließlich auf Kinofilme in hoher Qualität. Damit ist es ein Sonderfall unter den japanischen Animationsstudios, die sonst weder über so starke Markenbekanntschaft verfügen noch sich auf wenige Produktionen in dieser Qualität konzentrieren können oder wollen. Allerdings fällt dem Studio der Umgang mit der starken Rolle Miyazakis schwer, da Filme ohne seine Beteiligung deutlich weniger erfolgreich sind. Um von seiner Bekanntheit als Marke dennoch zu profitieren, wird bisweilen eine stärkere Beteiligung Miyazakis suggeriert, als tatsächlich stattgefunden hat.

## Erfolge und Bedeutung
Mit Prinzessin Mononoke und Chihiros Reise ins Zauberland wurde Studio Ghibli Ende der 1990er und in den 2000er Jahren zu einem Aushängeschild der japanischen Animationsbranche. Insbesondere Prinzessin Mononoke trug zum Anime-Boom um 2000 bei. Einen Schlüssel im Publikumserfolg der Filme, wie auch weiterer Ghibli-Produktionen, sieht Jonathan Clements in deren breiter Anschlussfähigkeit. Sie sind nicht auf eine enge Zielgruppe zugeschnitten und konnten so, wenn sie den richtigen Nerv getroffen haben, statt vereinzelter Kinogänger ganze Familien in die Kinos locken. Im internationalen Erfolg von Chihiro und den nachfolgenden Filmen sieht er aber auch das Wirken Disneys, die nach dem Aufkauf der Lizenz deren Erfolg aktiv vorangetrieben hätten.

## Filmografie

### Spielfilme
Nausicaä aus dem Tal der Winde (1984) wird häufig mit zu den Ghibli-Filmen gezählt, wurde jedoch vor der offiziellen Gründung des Studios produziert und veröffentlicht.
- 1986: Das Schloss im Himmel (天空の城ラピュタ Tenkū no Shiro Rapyuta)
- 1988: Mein Nachbar Totoro (となりのトトロ Tonari no Totoro)
- 1988: Die letzten Glühwürmchen (火垂るの墓 Hotaru no Haka)
- 1989: Kikis kleiner Lieferservice (魔女の宅急便 Majo no Takkyūbin)
- 1991: Tränen der Erinnerung – Only Yesterday (おもひでぽろぽろ Omohide Poroporo)
- 1992: Porco Rosso (紅の豚 Kurenai no Buta)
- 1993: Flüstern des Meeres – Ocean Waves (海がきこえる Umi ga kikoeru)
- 1994: Pom Poko (平成狸合戦ぽんぽこ Heisei Tanuki Gassen Pompoko)
- 1995: Stimme des Herzens – Whisper of the Heart (耳をすませば Mimi o sumaseba)
- 1997: Prinzessin Mononoke (もののけ姫 Mononoke-hime)
- 1999: Meine Nachbarn die Yamadas (ホーホケキョとなりの山田くん Hōhokekyo Tonari no Yamada-kun)
- 2001: Chihiros Reise ins Zauberland (千と千尋の神隠し Sen to Chihiro no Kamikakushi)
- 2002: Das Königreich der Katzen (猫の恩返し Neko no Ongaeshi)
- 2004: Das wandelnde Schloss (ハウルの動く城 Hauru no ugoku Shiro)
- 2006: Die Chroniken von Erdsee (ゲド戦記 Gedo Senki)
- 2008: Ponyo – Das große Abenteuer am Meer (崖の上のポニョ Gake no Ue no Ponyo)
- 2010: Arrietty – Die wundersame Welt der Borger (借りぐらしのアリエッティ Karigurashi no Arietti)
- 2011: Der Mohnblumenberg (コクリコ坂から Kokuriko-zaka kara)
- 2013: Wie der Wind sich hebt (風立ちぬ Kaze Tachinu)
- 2013: Die Legende der Prinzessin Kaguya (かぐや姫の物語 Kaguya-hime no Monogatari)
- 2014: Erinnerungen an Marnie (思い出のマーニー Omoide no Mānī)
- 2016: Die rote Schildkröte (レッドタートル ある島の物語 Reddo Tātoru aru Shima no Monogatari; Ko-Produzent)
- 2020: Aya und die Hexe (アーヤと魔女 Āya to Majo)
- 2023: Der Junge und der Reiher (君たちはどう生きるか Kimitachi wa Dō Ikiru ka)

### Kurzfilme
- 1995: On Your Mark
- 2000: Ghiblies: Episode 1 (ギブリーズ giburīzu)
- 2001: Kujira Tori (くじらとり)
- 2002: Ghiblies: Episode 2 (ギブリーズ giburīzu)
- 2002: Mei to Koneko Bus
- 2002: Koro no Daisanpo (コロの大さんぽ)
- 2002: Kusō no Kikai-tachi no Naka no Hakai no Hatsumei
- 2006: Yadosagashi
- 2006: Mizugumo Monmon
- 2006: Hoshi o Katta Hi
- 2006: Taneyamagahara no Yoru (種山ヶ原の夜)
- 2007: Iblard Jikan (イバラード時間)
- 2012: Kyoshinhei Tokyo ni Arawaru (キョシンヘイトキョニアラワル)
- 2018: Kemushi no Boro (毛虫のボロ)
- 2022: Zen: Grogu und die Rußmännchen

### Serien
- 2014: Ronja Räubertochter (山賊の娘ローニャ; Ko-Produzent)

## Videospiele
Studio Ghibli arbeitete an dem Videospiel Jade Cocoon: Die Tamamayu-Legende und an dem Spiel Ni no Kuni zusammen mit Level-5. Es ist 2010 in Japan für Nintendo DS und 2011 für die PlayStation 3 erschienen, eine übersetzte Fassung ist Anfang 2013 in Europa und Nordamerika erschienen.

## Ghibli-Museum
In der Tokioter Vorstadt Mitaka am Inokashira-Park gibt es ein in Anlehnung an den Stil des österreichischen Künstlers Friedensreich Hundertwasser gestaltetes Ghibli-Museum, in dem unter anderem Originalzeichnungen und -entwürfe besichtigt werden können und eigens für das Museum produzierte Anime-Kurzfilme gezeigt werden. Bei Kindern erfreut sich vor allem das riesige Plüschmodell des „Katzenbusses“ aus Mein Nachbar Totoro großer Beliebtheit.
Für jeden Tag gibt es nur eine begrenzte Zahl von Eintrittskarten, die ausschließlich über Vorbestellung erhältlich sind. In Japan können sie frühestens einen Monat vorher bei der Kombinikette Lawson erworben werden, im Ausland frühestens drei Monate vorher bei verschiedenen weltweiten offiziellen Verkaufsbüros.

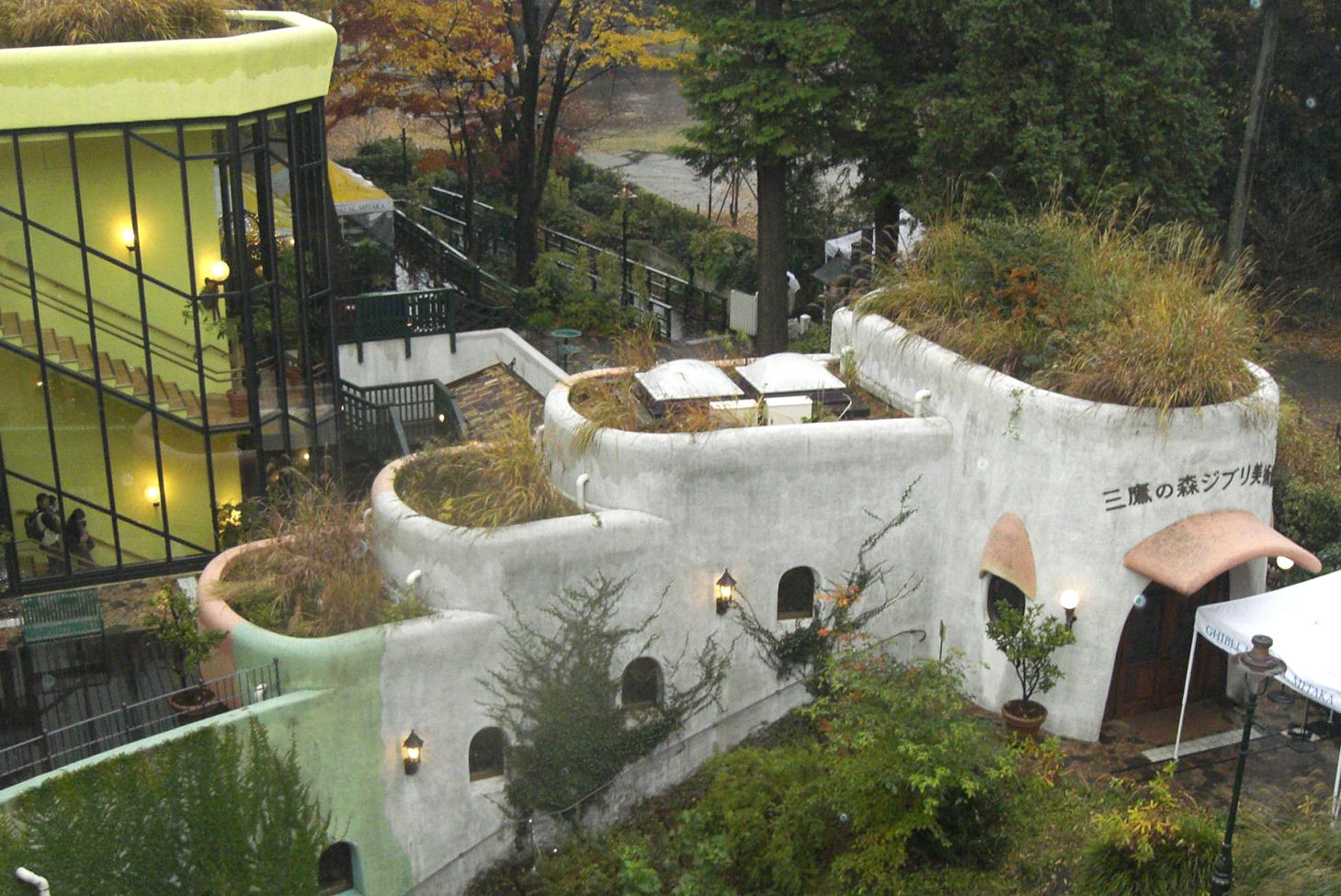
Haupteingang des Ghibli-Museums
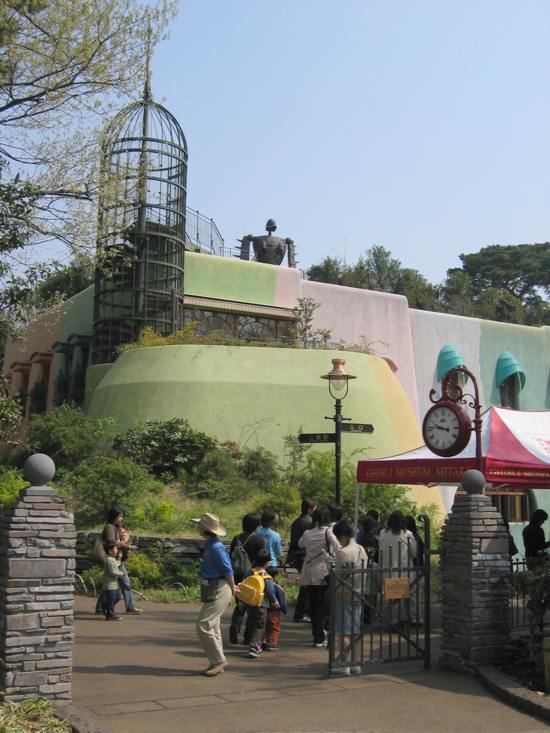
Außenbereich des Ghibli-Museums (Teilansicht)

## Ghibli Park
Am 1. November 2022 wurde der Ghibli Park in Nagakute in der Präfektur Aichi eröffnet. Der Themenpark ist in fünf Bereiche untergliedert und befindet sich auf dem Gelände und in den Gebäuden der Expo 2005. In allen Bereichen werden Figuren und Attraktionen präsentiert, die auf mehreren von Studio Ghibli produzierten Filmen basieren.

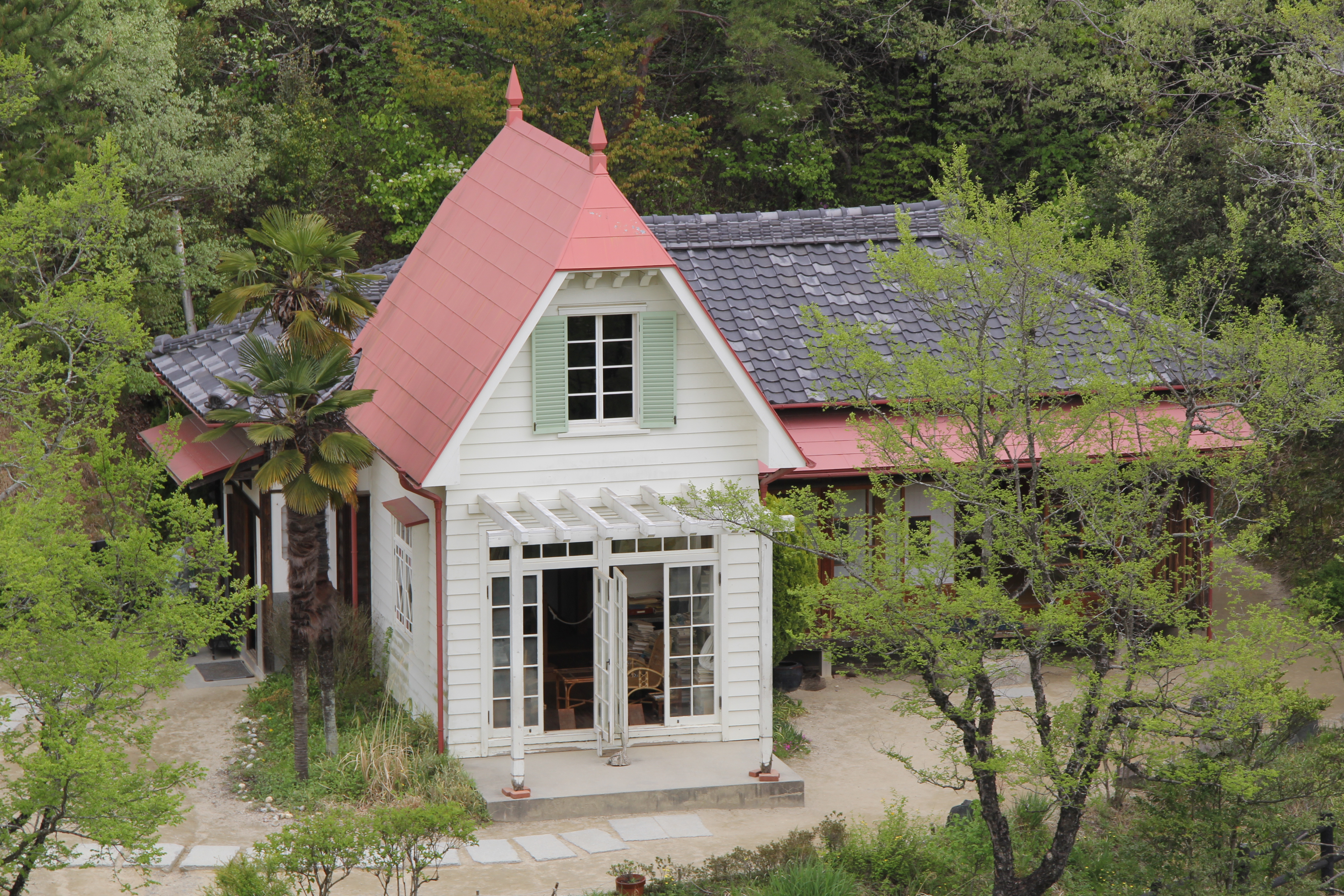
Nachbau von Satsukis und Meis Haus aus dem Film Mein Nachbar Totoro

## Dokumentarfilme
- Ghibli et le mystère Miyazaki (deutsch Der Tempel der tausend Träume – Miyazaki und das Ghibli-Studio). 52 Min. Regie: Yves Montmayeur. Frankreich 2005.[23]
- Miyazaki Hayao to Ghibli Bijutsukan (japanisch 宮崎駿とジブリ美術館, englisch Hayo Miyazaki and the Ghibli Museum). 63 Min. Drehbuch: Toshikazu Satou, Regie: Junichi Sato. Japan 2005.[24]
- Yume to Kyōki no Ōkoku (japanisch 夢と狂気の王国, englisch The Kingdom of Dreams and Madness). 118 Min. Drehbuch und Regie: Mami Sunada. Japan 2013.[25]
- Owaranai hito: Miyazaki Hayao (japanisch 終わらない人 宮﨑駿, englisch Never-Ending Man: Hayao Miyazaki). 70 Min. Regie: Kaku Arakawa. Japan 2016.[26]
- 10 Years with Hayao Miyazaki. (deutsch Zehn Jahre mit Hayao Miyazaki) 4 Folgen. 196 Min. Drehbuch und Regie: Kaku Arakawa. Japan 2019.[27]